# Mesochorus cuspidatus
Mesochorus cuspidatus là một loài tò vò trong họ Ichneumonidae.